# 大阪商業大學
大阪商業大學是一所位於日本大阪府的私立大學，簡稱大商大。

## 沿革
- 1928年 - 谷岡登（日语：谷岡登）創立大阪城東商業學校。
- 1947年 - 大阪城東商業學校與交野女子專門學校合併，更名為城東專門學校。
- 1949年 - 伴隨學制改革（日语：学制改革），升格為大阪城東大學。
- 1952年 - 校名變更為大阪商業大學。
- 1962年 - 學部改組，將商經學部下的商經學科拆分為經濟學科、商學科及經營學科。
- 1997年 - 成立大學院，設置地域經濟政策專攻。
- 1999年 - 大學院地域經濟政策專攻開設博士後期課程。
- 2000年 - 商經學部重組，拆分為經濟學部與綜合經營學部。
- 2008年 - 大學院開設經營革新專攻。
- 2018年 - 成立公共學部。

## 教學組織

### 學部
經濟學部
- 經濟學科

綜合經營學部
- 經營學科
- 商學科

公共學部
- 公共學科

### 大學院
地域政策學研究科
- 地域經濟政策專攻
- 經營革新專攻

### 附屬機關
- 圖書館
- 比較地域研究所
- 大阪商業大學商業史博物館（日语：大阪商業大学商業史博物館）
- 休閒娛樂產業研究所
- 綜合交流中心
- 共同參與研究所
- 事務局

## 附屬學校
- 大阪商業大學高等學校（日语：大阪商業大学高等学校）
- 大阪商業大學堺高等學校（日语：大阪商業大学堺高等学校）

## 對外關係

### 海外
至2017年5月為止，大阪商業大學與全球八個國家，26所高等教育機構締結有學術交流協定，協定校中有一半是美國的大學。而在東亞，該校與中國的中央財經大學，韓國的江原大學、明知大學，及台灣的輔仁大學、國立高雄大學等學校有合作關係。

## 相關人物

### 畢業校友
- 大谷信盛（日语：大谷信盛） - 前眾議院議員、環境大臣政務官（日语：環境大臣政務官）。
- 清川榮治（日语：清川栄治） - 日本職棒選手。
- 齊藤明雄 - 日本職棒選手。
- 佐伯貴弘（日语：佐伯貴弘） - 日本職棒選手。
- 谷佳知 - 日本職棒選手。
- 田丸浩史（日语：田丸浩史） - 漫畫家。
- 辻本春弘（日语：辻本春弘） - 卡普空營運長。
- 俊野達彦 - 籃球選手。
- 陳文甲 - 台灣開南大學董事會主任秘書、國策研究院資深顧問、台灣日本研究院資深顧問

## 外部連結
- 大阪商業大學官方網站 （页面存档备份，存于）